# Seznam vrcholů v Moravskoslezských Beskydech

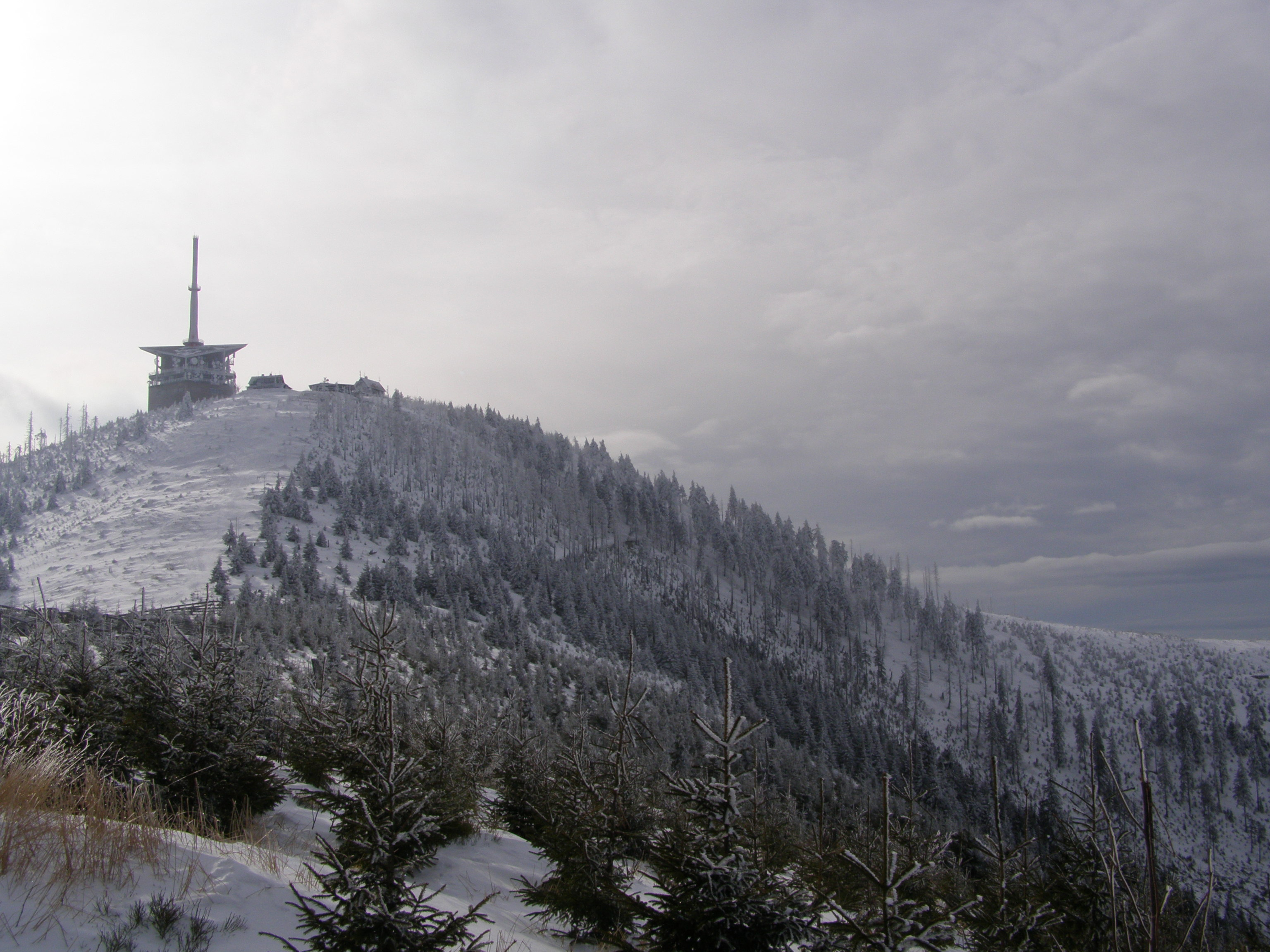
Lysá hora, nejvyšší vrchol pohoří

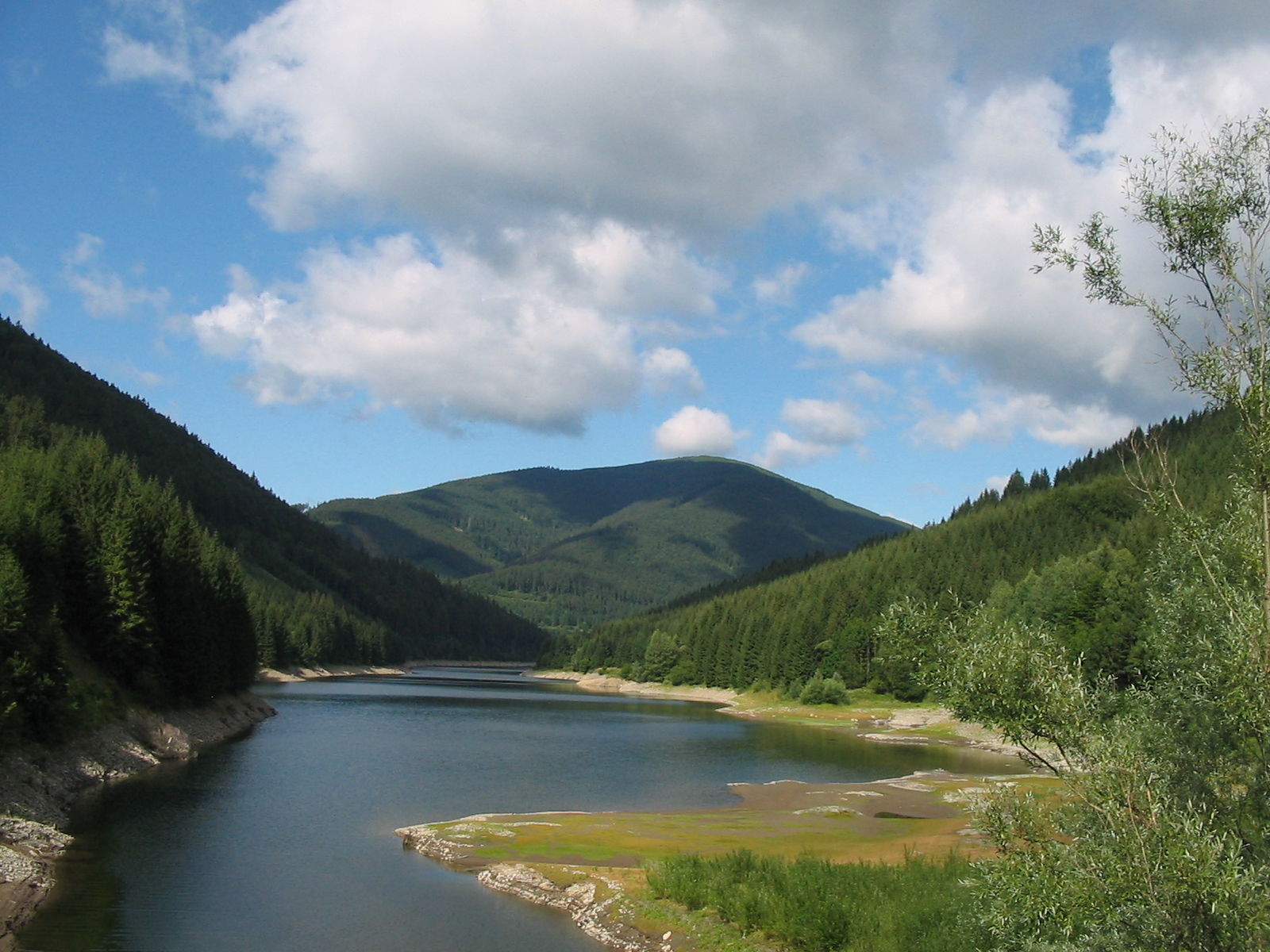
Smrk, 2. nejvyšší

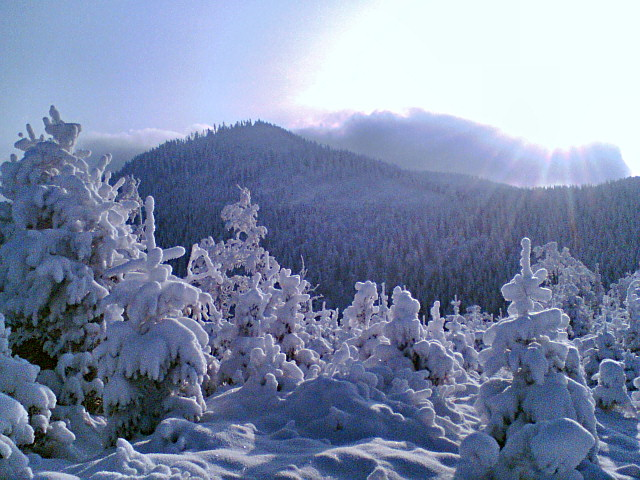
Kněhyně, 3. nejvyšší

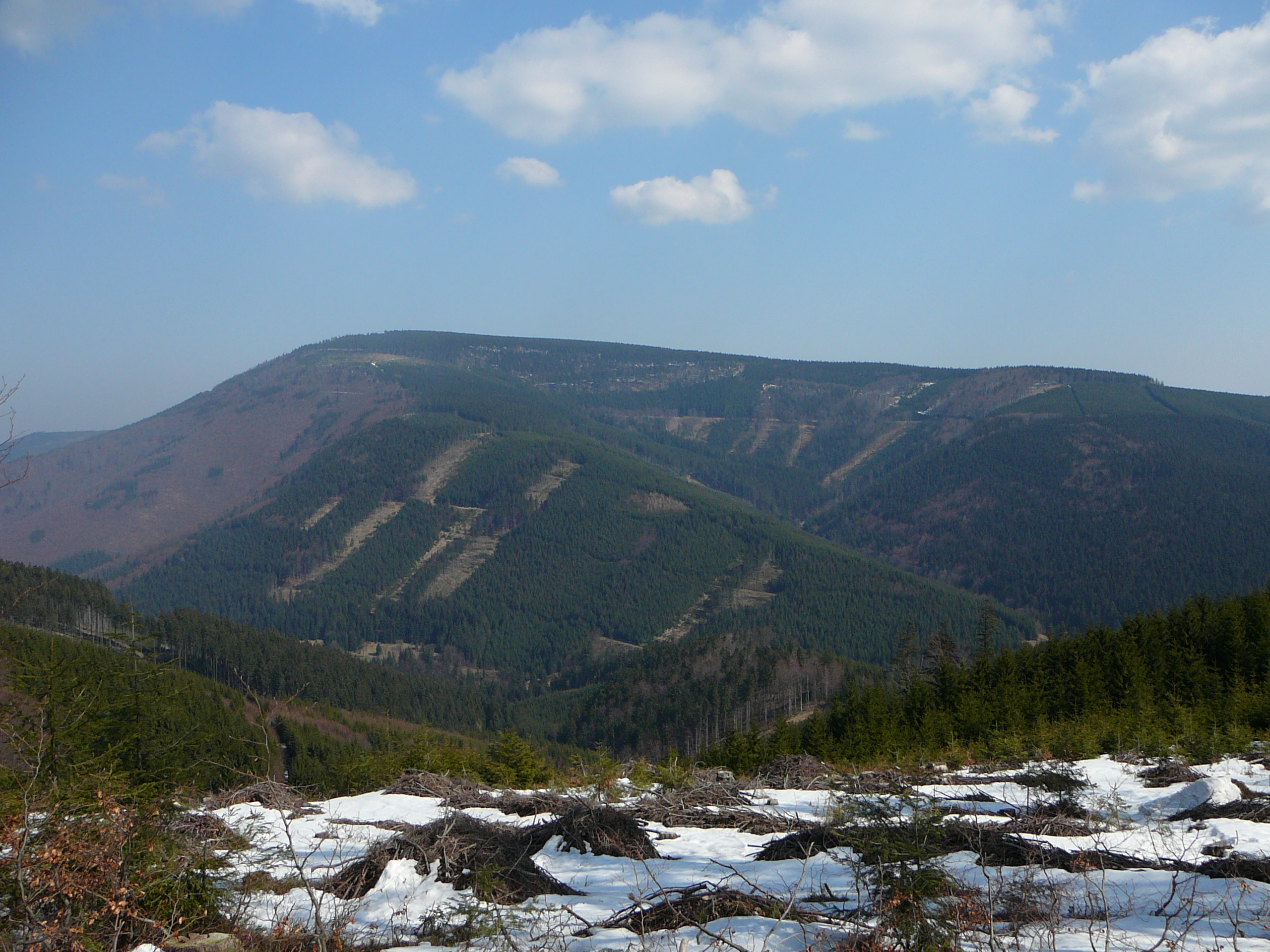
Travný, 4. nejprominentnější

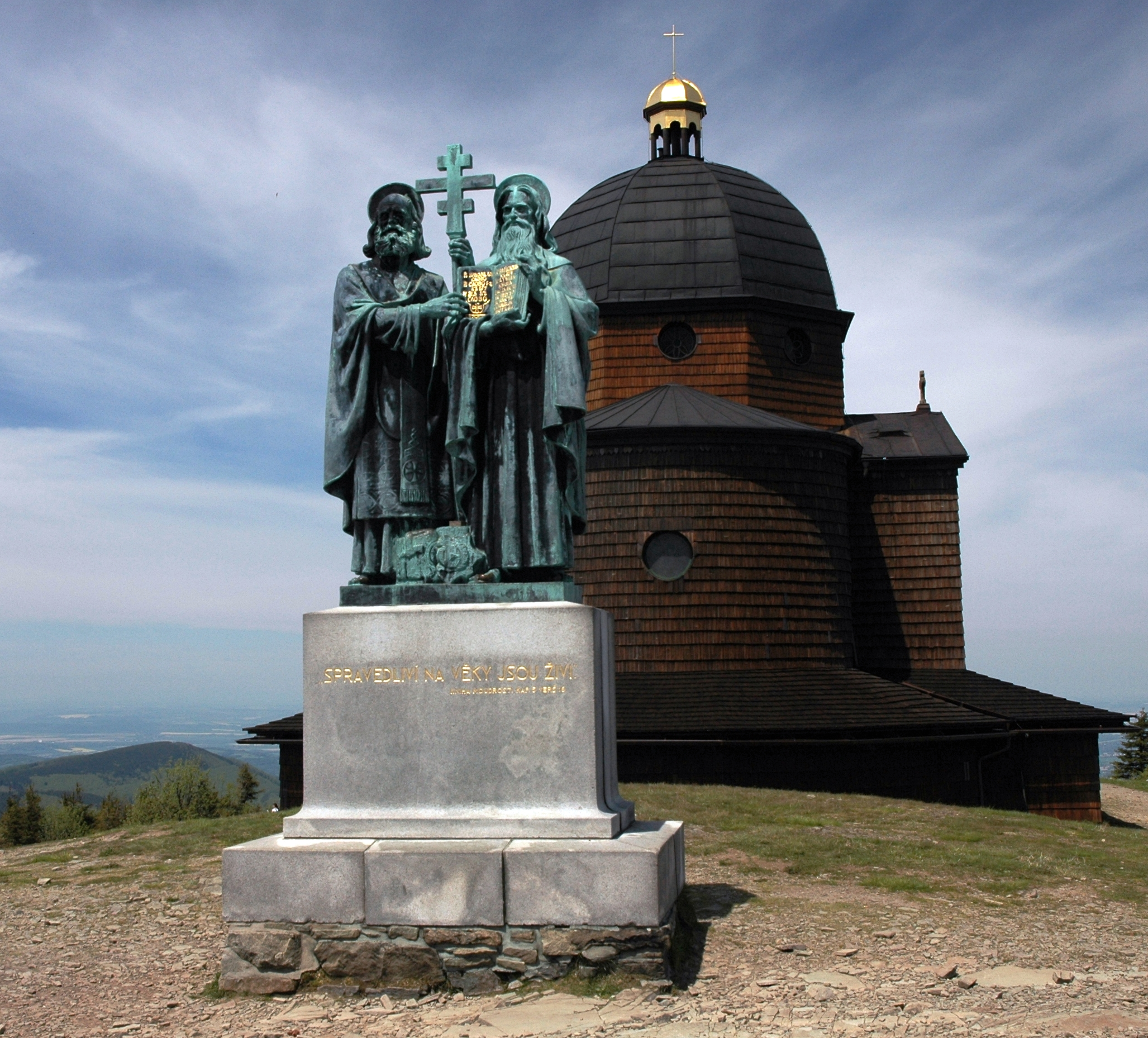
Radhošť, 9. nejvyšší

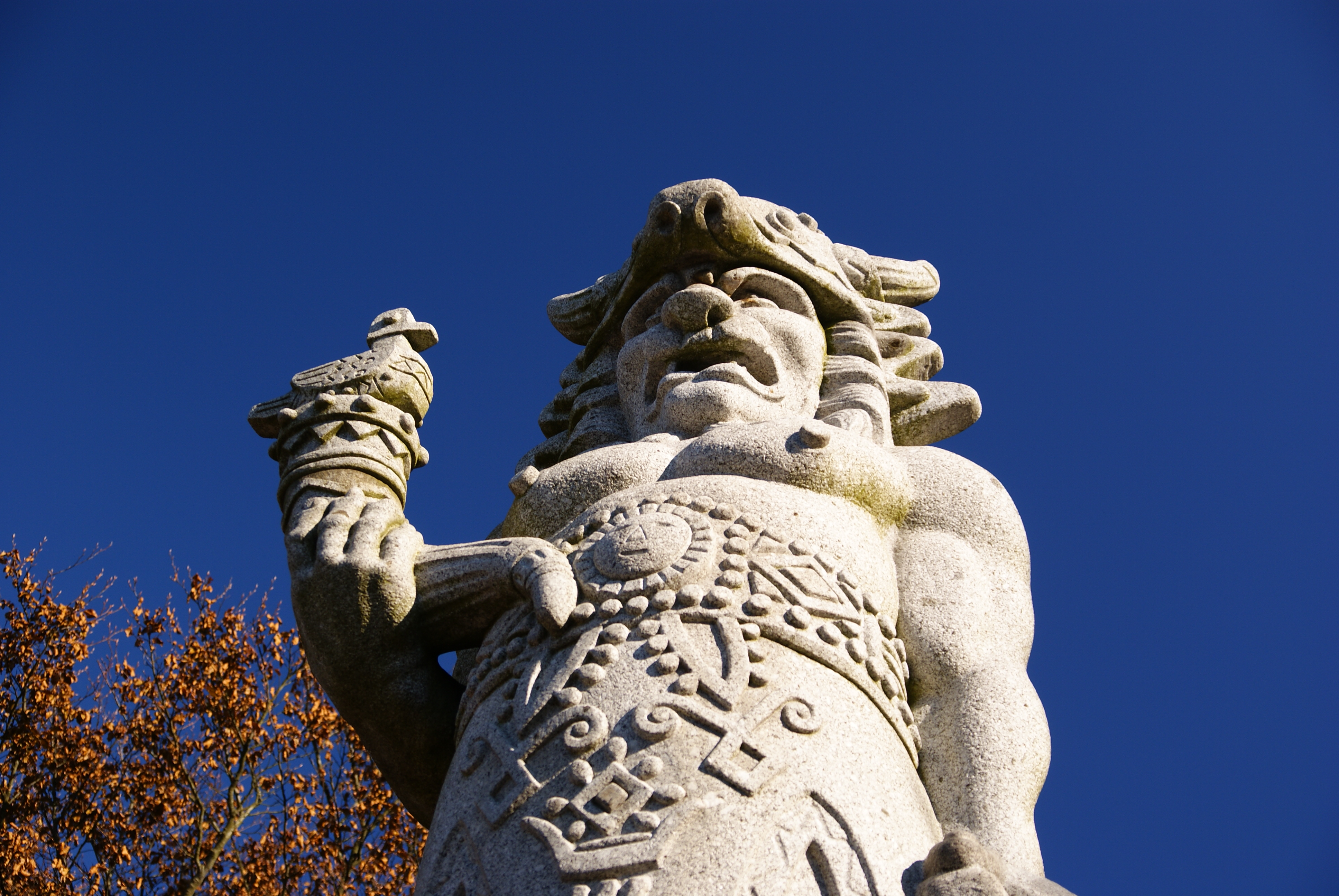
Radegast, 10. nejvyšší

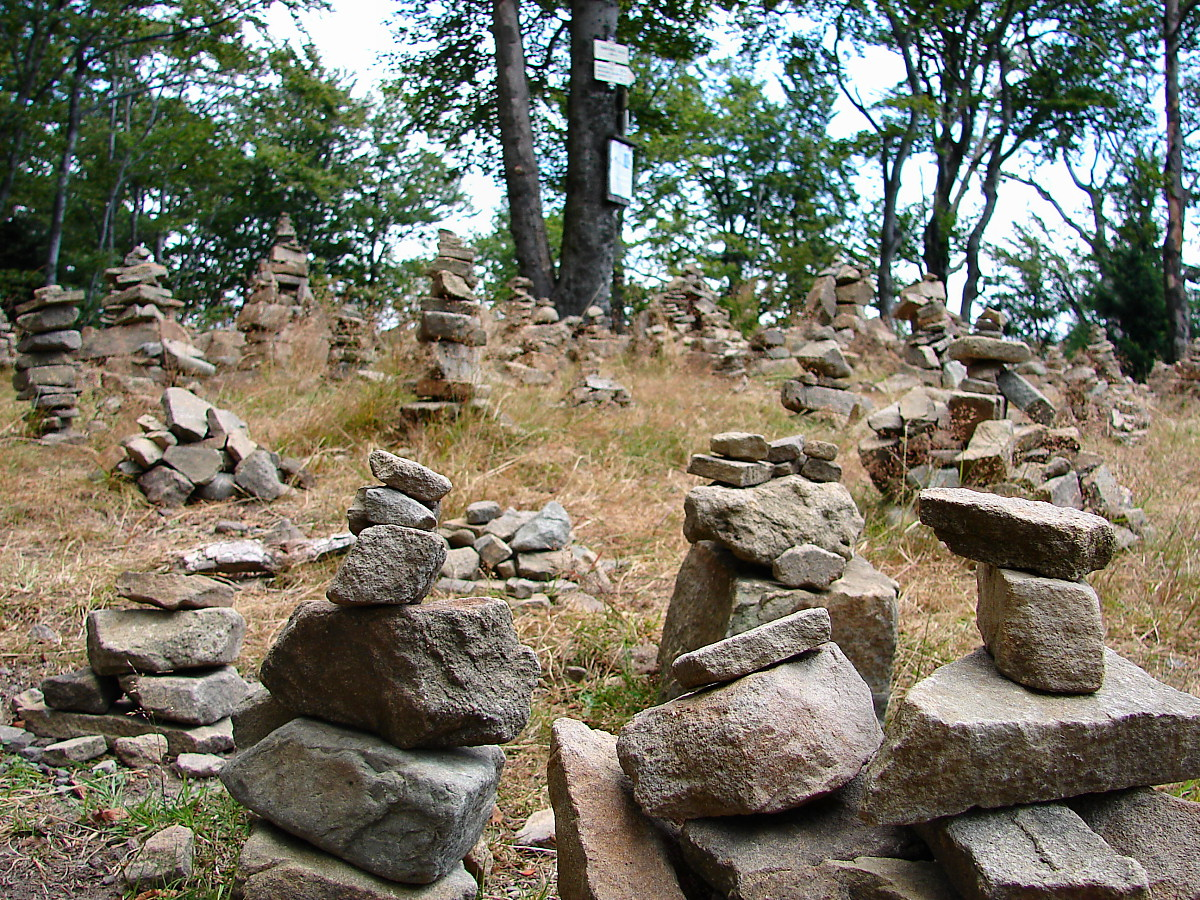
Tanečnice, 13. nejvyšší

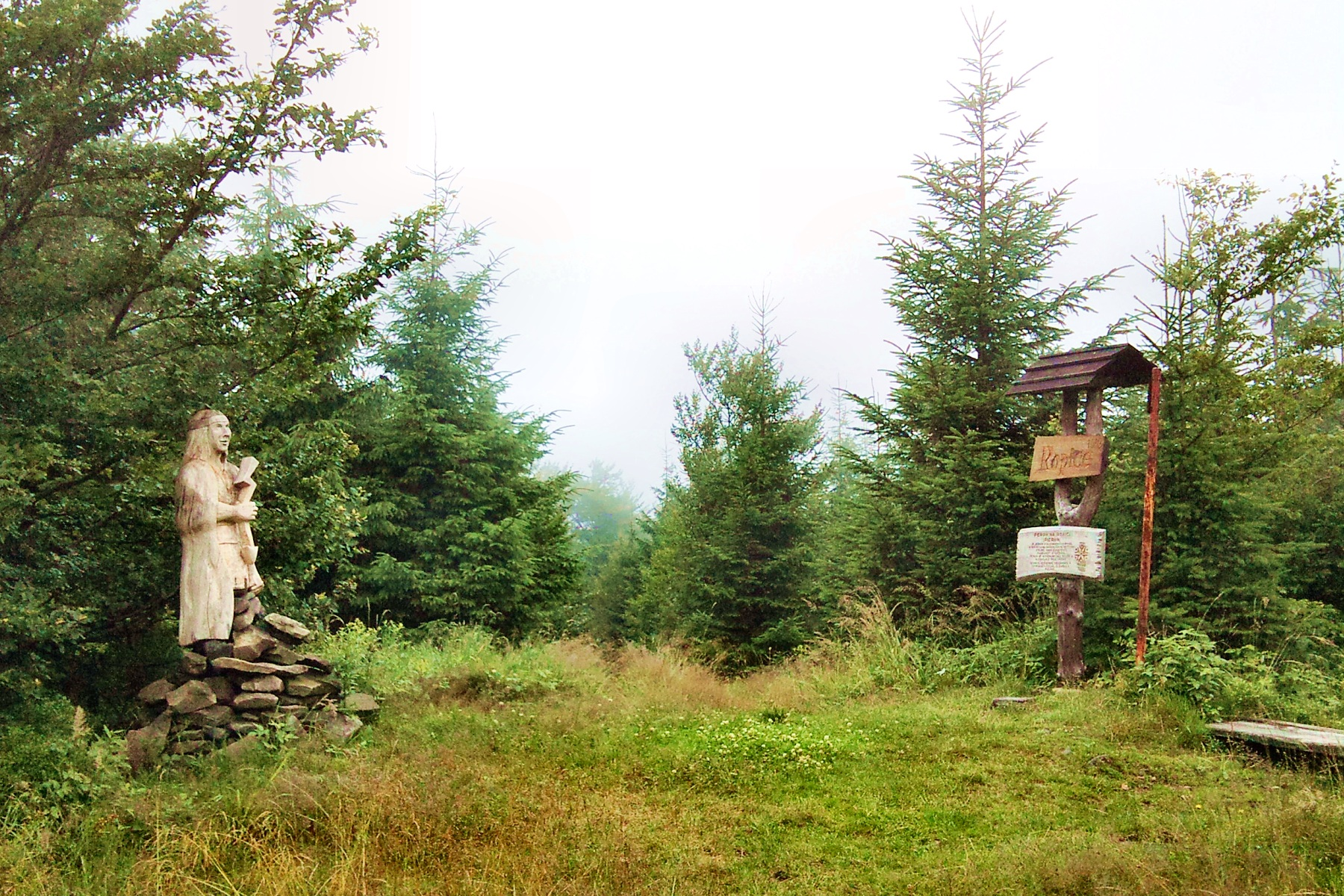
Ropice, 6. nejprominentnější

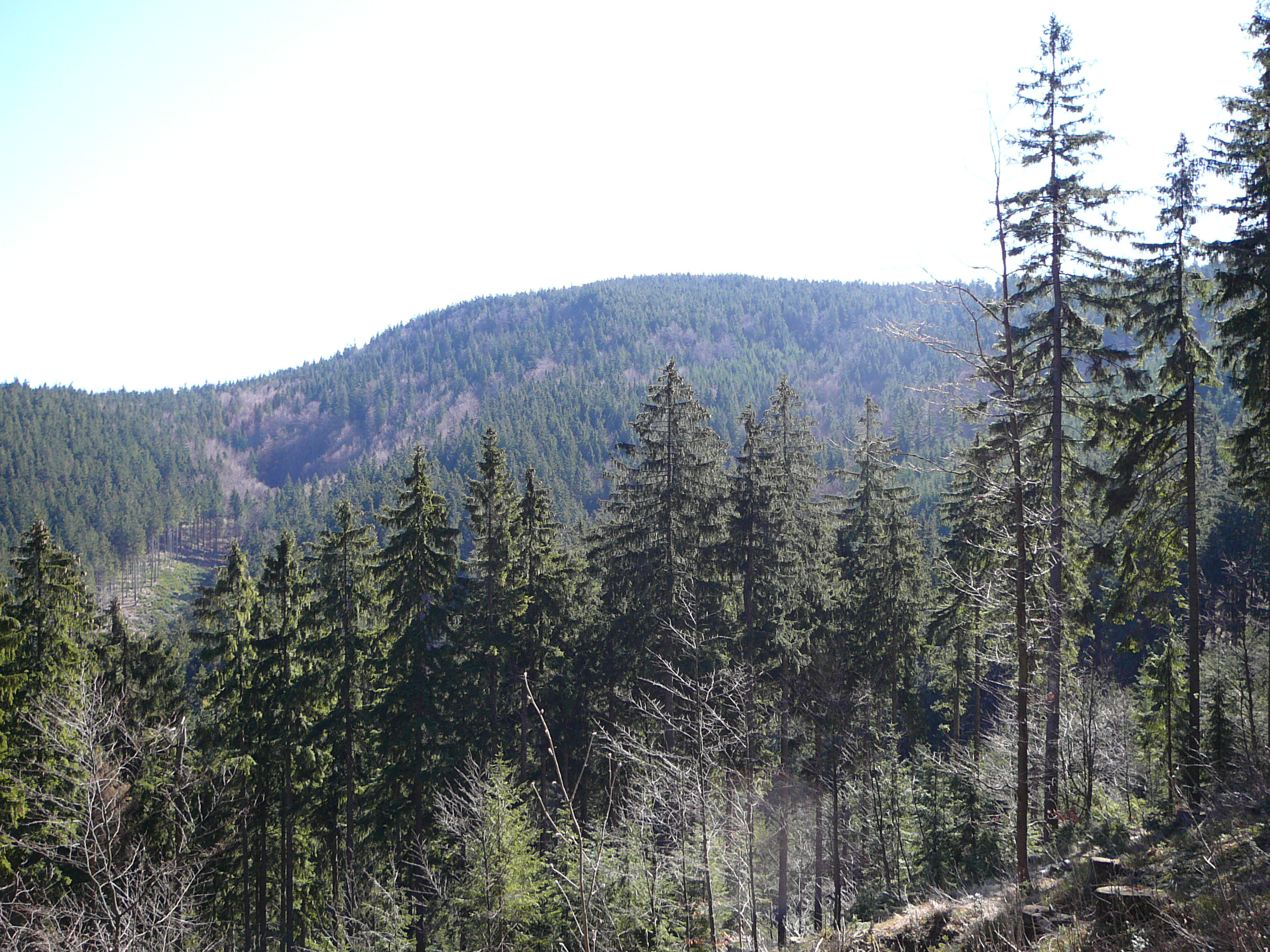
Velký Polom, 2. nejizolovanější

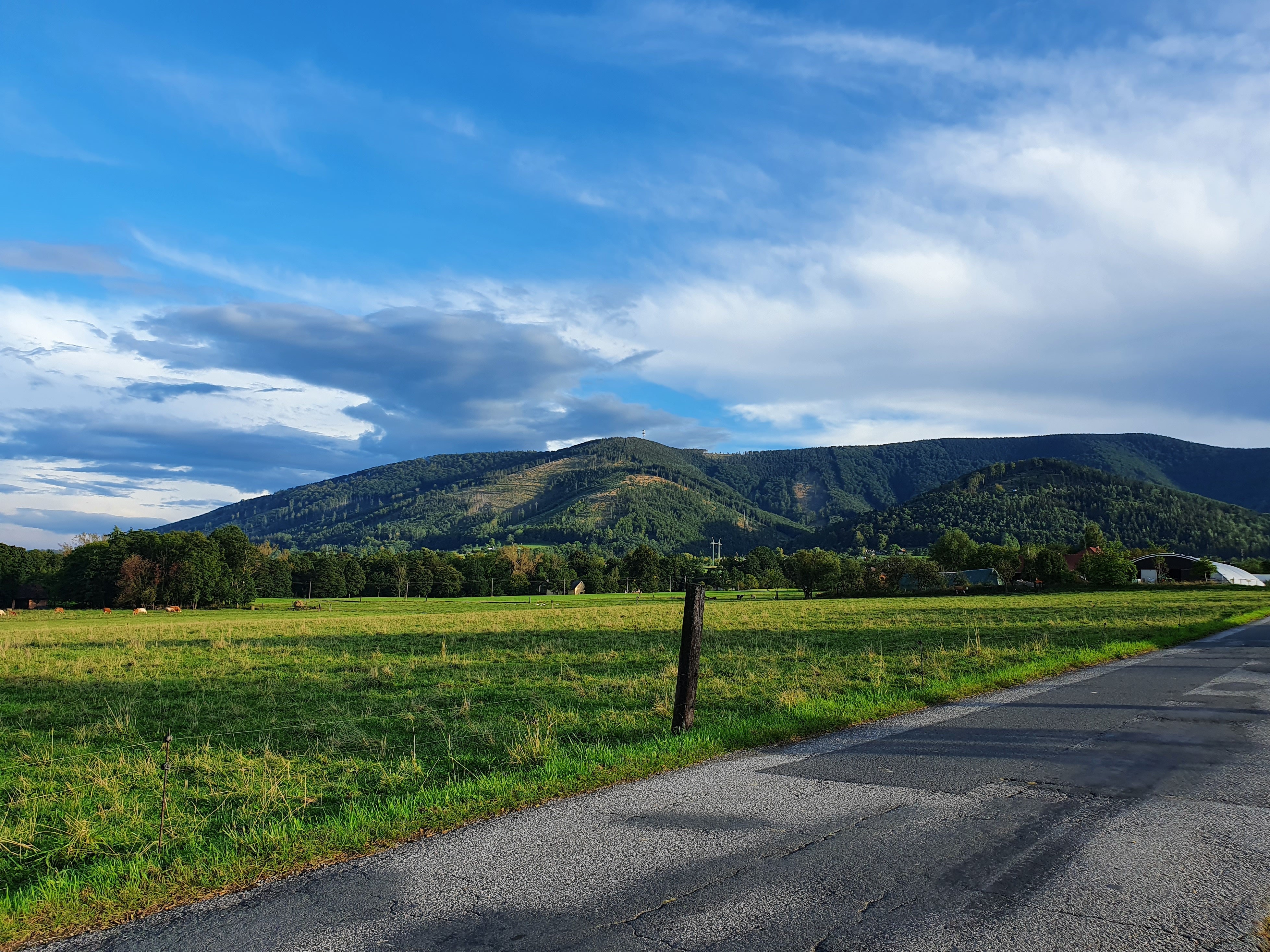
Javorový, 25. nejvyšší

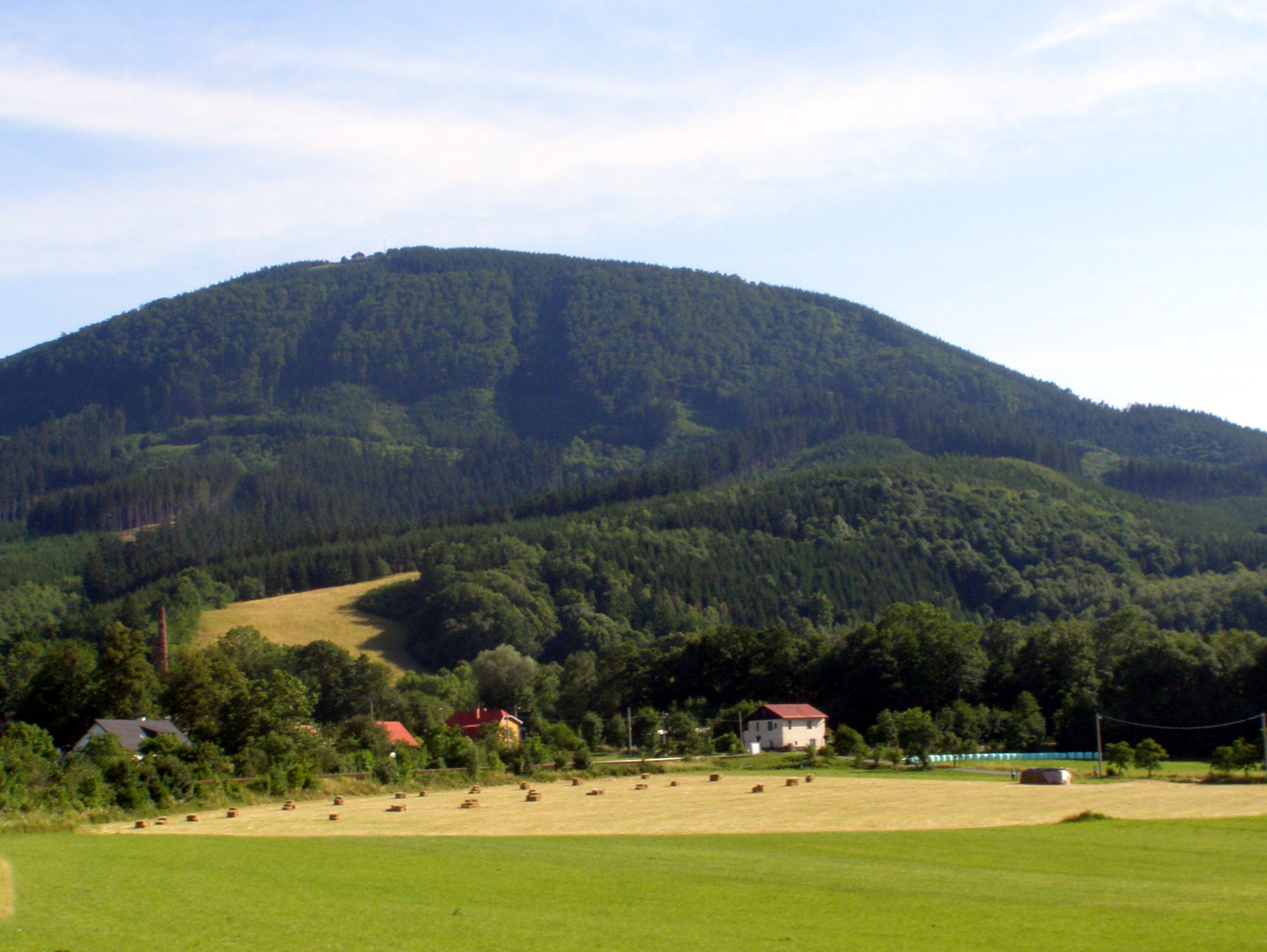
Javorník, 5. nejprominentnější

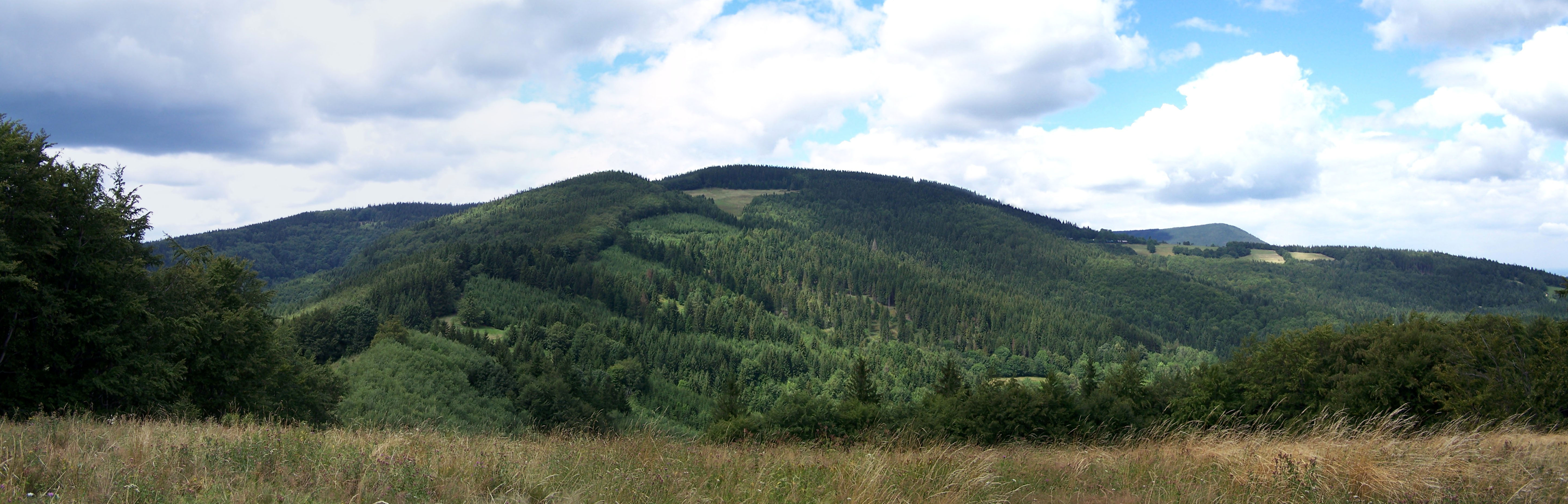
Kozubová, 11. nejprominentnější

Seznam vrcholů v Moravskoslezských Beskydech zahrnuje všechny tisícovky (hory s nadmořskou výškou nad 1000 m) a také všechny hory s prominencí (relativní výškou) nad 100 metrů. Seznam tisícovek vychází z údajů dostupných na stránkách Tisicovky.cz, seznam nejprominentnějších netisícovek z údajů na Mapy.cz. Oba seznamy vycházejí též ze základních topografických map ČR. Jako hranice pohoří je uvažována hranice stejnojmenného geomorfologického celku.

## Seznam vrcholů podle výšky
Seznam vrcholů podle výšky obsahuje všechny beskydské tisícovky s prominencí alespoň 5 metrů. Celkem jich je 33 a necelá polovina z nich se nachází v okrsku Radhošťský hřbet. Naopak v Lysohorské rozsoše, které vévodí nejvyšší Lysá hora (1324 m n. m.), se nacházejí jen 4 tisícovky.
| #   | Vrchol        | Výška (m n. m.) | Promi- nence | Izolace (km)       | Souřadnice                       | Okrsek              |
| --- | ------------- | --------------- | ------------ | ------------------ | -------------------------------- | ------------------- |
| 01. | Lysá hora     | 1324            | 769          | 54,0 → Minčol      | 49°32′46″ s. š., 18°26′51″ v. d. | Lysohorská rozsocha |
| 02. | Smrk          | 1277            | 592          | 06,8 → Lysá hora   | 49°30′29″ s. š., 18°22′14″ v. d. | Radhošťský hřbet    |
| 03. | Kněhyně       | 1258            | 515          | 04,0 → Smrk        | 49°29′45″ s. š., 18°18′45″ v. d. | Radhošťský hřbet    |
| 04. | Smrk J        | 1248            | 005          | 00,2 → Smrk        | 49°30′06″ s. š., 18°21′52″ v. d. | Radhošťský hřbet    |
| 05. | Malchor       | 1220            | 015          | 00,6 → Lysá hora   | 49°33′17″ s. š., 18°26′58″ v. d. | Lysohorská rozsocha |
| 06. | Čertův mlýn   | 1206            | 061          | 00,8 → Kněhyně     | 49°29′22″ s. š., 18°18′06″ v. d. | Radhošťský hřbet    |
| 07. | Travný        | 1204            | 489          | 04,0 → Lysá hora   | 49°33′42″ s. š., 18°30′26″ v. d. | Lysohorská rozsocha |
| 08. | Malý Smrk     | 1174            | 035          | 00,5 → Smrk        | 49°30′37″ s. š., 18°23′13″ v. d. | Radhošťský hřbet    |
| 09. | Radhošť       | 1129            | 124          | 05,0 → Čertův mlýn | 49°29′31″ s. š., 18°13′22″ v. d. | Radhošťský hřbet    |
| 10. | Radegast      | 1106            | 041          | 02,1 → Radhošť     | 49°28′57″ s. š., 18°15′15″ v. d. | Radhošťský hřbet    |
| 11. | Radegast Z1   | 1100            | 025          | 00,5 → Radegast    | 49°29′04″ s. š., 18°14′48″ v. d. | Radhošťský hřbet    |
| 12. | Radegast Z2   | 1099            | 012          | 00,6 → Radegast Z1 | 49°29′13″ s. š., 18°14′17″ v. d. | Radhošťský hřbet    |
| 13. | Tanečnice     | 1084            | 078          | 01,7 → Radegast    | 49°29′39″ s. š., 18°16′33″ v. d. | Radhošťský hřbet    |
| 14. | Ropice        | 1082            | 317          | 05,5 → Travný      | 49°35′48″ s. š., 18°35′14″ v. d. | Ropická rozsocha    |
| 15. | Zimný         | 1081            | 005          | 00,3 → Lysá hora   | 49°32′21″ s. š., 18°28′16″ v. d. | Lysohorská rozsocha |
| 16. | Tanečnice Z   | 1077            | 022          | 00,6 → Tanečnice   | 49°29′35″ s. š., 18°16′04″ v. d. | Radhošťský hřbet    |
| 17. | Magurka       | 1068            | 023          | 00,4 → Čertův mlýn | 49°28′51″ s. š., 18°18′57″ v. d. | Radhošťský hřbet    |
| 18. | Velký Polom   | 1067            | 252          | 11,5 → Ropice      | 49°30′22″ s. š., 18°40′16″ v. d. | Zadní hory          |
| 19. | Malý Polom    | 1061            | 126          | 05,0 → Velký Polom | 49°30′35″ s. š., 18°35′53″ v. d. | Zadní hory          |
| 20. | Velká Stolová | 1057            | 042          | 00,9 → Kněhyně     | 49°30′41″ s. š., 18°18′03″ v. d. | Radhošťský hřbet    |
| 21. | Slavíč        | 1056            | 149          | 03,0 → Ropice      | 49°34′06″ s. š., 18°35′19″ v. d. | Ropická rozsocha    |
| 22. | Nořičí hora   | 1047            | 032          | 01,2 → Tanečnice   | 49°30′28″ s. š., 18°16′15″ v. d. | Radhošťský hřbet    |
| 23. | Ostrý         | 1045            | 130          | 05,0 → Ropice      | 49°36′04″ s. š., 18°39′24″ v. d. | Ropická rozsocha    |
| 24. | Zmrzlý vrch   | 1043            | 008          | 00,5 → Tanečnice   | 49°30′06″ s. š., 18°16′30″ v. d. | Radhošťský hřbet    |
| 25. | Javorový      | 1032            | 069          | 02,4 → Ropice      | 49°37′14″ s. š., 18°36′26″ v. d. | Ropická rozsocha    |
| 26. | Burkův vrch   | 1032            | 087          | 02,2 → Velký Polom | 49°29′46″ s. š., 18°38′22″ v. d. | Zadní hory          |
| 27. | Burkův vrch Z | 1022            | 047          | 01,2 → Burkův vrch | 49°29′47″ s. š., 18°37′22″ v. d. | Zadní hory          |
| 28. | Smrčina       | 1015            | 030          | 01,5 → Ropice      | 49°35′12″ s. š., 18°36′41″ v. d. | Ropická rozsocha    |
| 29. | Čuboňov       | 1014            | 022          | 00,8 → Uhorská     | 49°29′52″ s. š., 18°36′07″ v. d. | Zadní hory          |
| 30. | Slavíč JV     | 1011            | 014          | 00,5 → Slavíč      | 49°33′47″ s. š., 18°36′10″ v. d. | Ropická rozsocha    |
| 31. | Malá Stolová  | 1009            | 044          | 00,6 → Kněhyně     | 49°30′33″ s. š., 18°18′56″ v. d. | Radhošťský hřbet    |
| 32. | Šindelná      | 1003            | 026          | 00,7 → Javorový    | 49°36′50″ s. š., 18°36′14″ v. d. | Ropická rozsocha    |
| 33. | Nad Kršlí     | 1002            | 033          | 00,5 → Malý Polom  | 49°30′50″ s. š., 18°35′12″ v. d. | Zadní hory          |

1. ↑  Uhorská se nachází v jižní rozsoše Malého Polomu, na slovenské straně Polomského hřbetu, asi 800 metrů od hranice.

## Seznam vrcholů podle prominence
Seznam vrcholů podle prominence obsahuje všechny beskydské hory s prominencí (relativní výškou) nad 100 metrů, bez ohledu na nadmořskou výšku. Celkem jich je 22, nejprominentnějším vrcholem je nejvyšší Lysá hora, druhou nejprominentnější horou je Smrk, třetí je Kněhyně. Tyto 3 hory patří mezi 12 nejprominentnějších českých hor, což potvrzuje odlišný charakter tohoto karpatského pohoří s hlubokými sedly mezi výraznými horskými hřbety.

| #   | Vrchol         | Výška (m n. m.) | Promi- nence | Izolace (km)          | Souřadnice                       | Okrsek                |
| --- | -------------- | --------------- | ------------ | --------------------- | -------------------------------- | --------------------- |
| 01. | Lysá hora      | 1324            | 769          | 54,0 → Minčol         | 49°32′46″ s. š., 18°26′51″ v. d. | Lysohorská rozsocha   |
| 02. | Smrk           | 1277            | 592          | 06,8 → Lysá hora      | 49°30′29″ s. š., 18°22′14″ v. d. | Radhošťský hřbet      |
| 03. | Kněhyně        | 1258            | 515          | 04,0 → Smrk           | 49°29′45″ s. š., 18°18′45″ v. d. | Radhošťský hřbet      |
| 04. | Travný         | 1204            | 489          | 04,0 → Lysá hora      | 49°33′42″ s. š., 18°30′26″ v. d. | Lysohorská rozsocha   |
| 05. | Velký Javorník | 0918            | 366          | 05,1 → Radhošť        | 49°31′38″ s. š., 18°09′39″ v. d. | Veřovické vrchy       |
| 06. | Ropice         | 1082            | 317          | 05,5 → Travný         | 49°35′48″ s. š., 18°35′14″ v. d. | Ropická rozsocha      |
| 07. | Velký Polom    | 1067            | 252          | 11,5 → Ropice         | 49°30′22″ s. š., 18°40′16″ v. d. | Zadní hory            |
| 08. | Těšíňočka      | 0920            | 192          | 03,2 → Lysá hora      | 49°29′49″ s. š., 18°27′11″ v. d. | Zadní hory            |
| 09. | Kamenárka      | 0862            | 189          | 02,3 → Velký Javorník | 49°30′33″ s. š., 18°08′09″ v. d. | Veřovické vrchy       |
| 10. | Trojačka       | 0988            | 180          | 04,3 → Smrk           | 49°26′53″ s. š., 18°22′25″ v. d. | Mezivodská vrchovina  |
| 11. | Kozubová       | 0982            | 173          | 03,4 → Kalužný        | 49°34′01″ s. š., 18°40′21″ v. d. | Ropická rozsocha      |
| 12. | Slavíč         | 1056            | 149          | 03,0 → Ropice         | 49°34′06″ s. š., 18°35′19″ v. d. | Ropická rozsocha      |
| 13. | Okrouhlice     | 0831            | 146          | 01,1 → Těšíňočka      | 49°30′28″ s. š., 18°28′08″ v. d. | Zadní hory            |
| 14. | Lukavice       | 0898            | 140          | 04,8 → Beskyd         | 49°25′15″ s. š., 18°28′52″ v. d. | Klokočovská hornatina |
| 15. | Čudácka        | 0828            | 140          | 02,0 → Sulov          | 49°28′04″ s. š., 18°32′53″ v. d. | Zadní hory            |
| 16. | Červenec       | 0760            | 137          | 01,5 → Kobylská       | 49°26′48″ s. š., 18°17′01″ v. d. | Mezivodská vrchovina  |
| 17. | Ostrý          | 1045            | 130          | 05,0 → Ropice         | 49°36′04″ s. š., 18°39′24″ v. d. | Ropická rozsocha      |
| 18. | Dlouhá         | 0860            | 128          | 01,4 → Kamenárka      | 49°31′12″ s. š., 18°07′30″ v. d. | Veřovické vrchy       |
| 19. | Malý Polom     | 1061            | 126          | 05,0 → Velký Polom    | 49°30′35″ s. š., 18°35′53″ v. d. | Zadní hory            |
| 20. | Radhošť        | 1129            | 124          | 05,0 → Čertův mlýn    | 49°29′31″ s. š., 18°13′22″ v. d. | Radhošťský hřbet      |
| 21. | Čupel          | 0944            | 111          | 01,4 → Lysá hora      | 49°31′25″ s. š., 18°25′31″ v. d. | Lysohorská rozsocha   |
| 22. | Kyčera         | 0834            | 106          | 01,4 → Planý Grúň     | 49°25′11″ s. š., 18°25′27″ v. d. | Klokočovská hornatina |

## Seznam ultratisícovek
Ultratisícovky jsou hory s nadmořskou výškou alespoň 1000 metrů, prominencí (převýšením od klíčového sedla) alespoň 100 metrů a izolací alespoň 1 km. Jsou tedy průnikem nejvyšších a nejprominentnějších hor. V Moravskoslezských Beskydech jich je 10.
| #   | Vrchol      | Výška (m n. m.) | Promi- nence | Izolace (km)       | Souřadnice                       | Okrsek              |
| --- | ----------- | --------------- | ------------ | ------------------ | -------------------------------- | ------------------- |
| 01. | Lysá hora   | 1324            | 769          | 54,0 → Minčol      | 49°32′46″ s. š., 18°26′51″ v. d. | Lysohorská rozsocha |
| 02. | Smrk        | 1277            | 592          | 06,8 → Lysá hora   | 49°30′29″ s. š., 18°22′14″ v. d. | Radhošťský hřbet    |
| 03. | Kněhyně     | 1258            | 515          | 04,0 → Smrk        | 49°29′45″ s. š., 18°18′45″ v. d. | Radhošťský hřbet    |
| 04. | Travný      | 1204            | 489          | 04,0 → Lysá hora   | 49°33′42″ s. š., 18°30′26″ v. d. | Lysohorská rozsocha |
| 05. | Ropice      | 1082            | 317          | 05,5 → Travný      | 49°35′48″ s. š., 18°35′14″ v. d. | Ropická rozsocha    |
| 06. | Velký Polom | 1067            | 252          | 11,5 → Ropice      | 49°30′22″ s. š., 18°40′16″ v. d. | Zadní hory          |
| 07. | Slavíč      | 1056            | 149          | 03,0 → Ropice      | 49°34′06″ s. š., 18°35′19″ v. d. | Ropická rozsocha    |
| 08. | Ostrý       | 1045            | 130          | 05,0 → Ropice      | 49°36′04″ s. š., 18°39′24″ v. d. | Ropická rozsocha    |
| 09. | Malý Polom  | 1061            | 126          | 05,0 → Velký Polom | 49°30′35″ s. š., 18°35′53″ v. d. | Zadní hory          |
| 10. | Radhošť     | 1129            | 124          | 05,0 → Čertův mlýn | 49°29′31″ s. š., 18°13′22″ v. d. | Radhošťský hřbet    |